# Anna Kiełcz
Anna Kiełcz z domu Mazurek (ur. 6 kwietnia 1928 w Białymstoku, zm. 16 stycznia 2018 tamże) – polska włókienniczka, poseł na Sejm PRL VI i VII kadencji.

## Życiorys
Córka Bolesława i Anny. Uzyskała wykształcenie podstawowe. W latach 1945–1981 (przez całą karierę zawodową) była cerowaczką w Zakładach Przemysłu Wełnianego im. Sierżana w Białymstoku (następnie Polpled Białystok).
W 1945 wstąpiła do Związku Walki Młodych, następnie należała do Związku Młodzieży Socjalistycznej. W 1955 została członkinią Polskiej Zjednoczonej Partii Robotniczej, gdzie pełniła funkcję sekretarza Oddziałowej Organizacji Partyjnej, a także zasiadała w Komitecie Miejskim i w Komitecie Wojewódzkim w Białymstoku. Była też delegatką na V Zjazd PZPR. W 1972 i 1976 uzyskiwała mandat posła na Sejm PRL w okręgu Białystok. Przez dwie kadencje zasiadała w Komisji Przemysłu Lekkiego, a ponadto w trakcie VII kadencji zasiadała w Komisji Pracy i Spraw Socjalnych.
W 1972 została matką chrzestną statku MS Ziemia Białostocka. Chrzest statku odbył się w bułgarskiej stoczni im. Georgi Dymitrowa w Warnie 8 stycznia 1972. Rok później jako matka chrzestna popłynęła nim w krótki 10-dniowy rejs.

## Odznaczenia
- Brązowy i Srebrny Krzyż Zasługi[1]